# Kei Orihara
Kei Orihara (japonsky 折原 恵, Orihara Kei; * 1948 Šimonoseki) je japonská fotografka.

## Život a kariéra
Kei Orihara se narodila v roce 1948 v Šimonoseki v prefektuře Jamaguči v Japonsku. Na studia se vydala do Tokia na Univerzitu Čúó a díky tamnímu fotografickému klubu se začala zajímat o fotografii. Po absolutoriu nějakou dobu pracovala v nakladatelství, než se v roce 1977 stala fotografkou na volné noze. Zaměřila se na focení do časopisů. K jejím rutinním úkolům patřilo ovšem nejen lidi fotografovat, ale také s nimi vést rozhovory.
Svou první výstavu Soul South uspořádala v roce 1977. Její projekt spočíval v tom, že fotila lidi sedící v tokijských vlacích.
V letech 1979–1981 žila v New Yorku, kde se spřátelila s modelkou Janou; fotografie z každodenního života této modelky byly vystaveny v Japonsku v roce 1982. Pro jejich úspěch z nich byla vytvořena fotokniha Jana: The New York Girl (1984) a celovečerní promítání pro japonský Playboy. Pozoruhodné na tom bylo především to, že se jednalo o ženský portrét ženy a že k většině snímků Orihara připsala úvahy o tom, jak vnímá rozdíl mezi modelkou a jí samotnou.
V 80. letech byla Orihara v Japonsku už známá fotografka. Ve velkém tvořila interiérové portréty s přirozeným světlem bez blesku.
V roce 1999 vydala knihu Photo Love, autobiografii ilustrovanou fotografiemi. V té době bylo fotografování na vzestupu mezi mladými lidmi a ona doufala, že je tím povzbudí k vnímání fotografií jako nástroje pro propojování lidí a společností.
V souladu se svým zájmem o lidi, kteří se na první pohled zdají jiní, přijala také projekty týkající se třetí generace Korejců v Japonsku a římskokatolíků v prefektuře Nagasaki.
Později ve své kariéře se věnovala také panoramatům měst. Fotografovala přístavní města Kóbe, Kitakjúšú a Hakodate a střešní vodárenské věže New Yorku. Z těch nakonec vytvořila i fotoknihu pro děti.
Od roku 2004 do roku 2010 žila Orihara ve městě Athens v Georgii a poté se usadila opět v New Yorku.